# Code Blue (film, 2018)
Pour l’article homonyme, voir Code Blue.
Pour plus de détails, voir Fiche technique et Distribution.
Code Blue (コード・ブルー～ドクターヘリ緊急救命～, Kodo Buru: Dokuta Heri Kinkyu Kyumei) est un film dramatique japonais réalisé par Masami Nishiura, sorti le 27 juillet 2018 au Japon. Il s'agit de l'adaptation cinématographique de la série Code Blue.
Il totalise près de 80 millions $ de recettes au Japon et est premier du box-office japonais de 2018, toutes nationalités confondues.

## Synopsis
Des accidents de grande envergure se produisent continuellement à l'aéroport de Narita et au parking d'Umihotaru. Kusaku Aizawa (Tomohisa Yamashita), Megumi Shiraishi (Yui Aragaki), Mihoko Hiyama (Erika Toda), Haruka Saejima (Manami Higa (en)) et Kazuo Fuikawa (Yosuke Asari (en)) font face à ces urgences dans l'équipe de secours par hélicoptère.

## Distribution
- Tomohisa Yamashita : Kusaku Aizawa
- Yui Aragaki : Megumi Shiraishi
- Erika Toda : Mihoko Hiyama
- Manami Higa (en) : Haruka Saejima
- Yosuke Asari (en) : Kazuo Fuikawa
- Kippei Shiina (en) : Keisuke Tachibana